# I. e. 210
Évszázadok: i. e. 4. század – i. e. 3. század – i. e. 2. század
Évtizedek: i. e. 260-as évek – i. e. 250-es évek – i. e. 240-es évek – i. e. 230-as évek – i. e. 220-as évek – i. e. 210-es évek – i. e. 200-as évek – i. e. 190-es évek – i. e. 180-as évek – i. e. 170-es évek – i. e. 160-as évek
Évek: i. e. 215 – i. e. 214 – i. e. 213 – i. e. 212 –  i. e. 211 – i. e. 210 – i. e. 209 – i. e. 208 – i. e. 207 – i. e. 206 – i. e. 205

## Események

### Itália
- Marcus Claudius Marcellust és Marcus Valerius Laevinust választják consulnak.
- A szenátus elégedetlen a hispániai római csapatok vezetőjével, az óvatos stratégiát követő Caius Claudius Neróval, azért az előző évben elesett korábbi vezér, Publius Cornelius Scipio fiát, a fiatalabb Publius Cornelius Scipiót nevezik ki a helyére.
- Siracusa annektálása és Szicília pacifikálása enyhíti a római élelmiszerhiányt és pénzromlást.
- Hannibal Herdoniánál bekeríti és megsemmisíti az előző évi consul, Cnaeus Fulvius Centumalus Maximus seregét. A csatában maga a consul is elesik.
- Marcellus consul visszafoglalja a Hannibalhoz pártolt Salapiát Apuliában.

### Görögország
- Az első római-makedón háborúban V. Philipposz makedón király Illíriában megtámadja a római fennhatóságú Korkürát (Korfut) és Apolloniát, de a római flotta visszavonulásra készteti és a római tengeri fölény miatt szövetségesének, Hannibalnak sem tud segítséget nyújtani. Aitólia, Spárta és Pergamon csatlakoznak Rómához a makedónok elleni harcban.

### Kína
- Meghal Kína egyesítője, Csin Si Huang-ti császár. Hatalmas síremlékébe mintegy nyolcezer cserépkatonát helyeznek el.
- Az udvar ármánykodása következtében a volt császár fia közül az uralkodásra legkevésbé alkalmas Csin Er Si kerül a trónra, aki a kormányzást kegyenceire hagyja és hamarosan Kína-szerte lázadások törnek ki.

## Születések
- Huj, a kínai Han-dinasztia második császára
- V. Ptolemaiosz Epiphanész, egyiptomi fáraó

## Halálozások
- Szeptember 10 – Csin Si Huang-ti, kínai császár
- Jing Fu-szu, kínai trónörökös
- Meng Tien, kínai hadvezér
- Cnaeus Fulvius Centumalus Maximus, római hadvezér és államférfi
- Tiberius Sempronius Longus, római hadvezér és államférfi

## Fordítás
- Ez a szócikk részben vagy egészben  a(z)   210 BC című angol Wikipédia-szócikk ezen változatának fordításán alapul.  Az eredeti cikk szerkesztőit annak laptörténete sorolja fel. Ez a jelzés csupán a megfogalmazás eredetét és a szerzői jogokat jelzi, nem szolgál a cikkben szereplő információk forrásmegjelöléseként.